# 李适 (朝鮮)
李（1587年—1624年）字白圭，朝鮮王朝將軍。
本貫固城李氏，是兵曹參判李陸的後裔。朝鮮宣祖在位期間，曾任明川縣監。在任期間，李适使用鳥銃對付北方的女真族騎兵，有力地抵抗女真族對朝鮮邊境的騷擾。《朝鮮王朝實錄》中多次稱讚他熟知女真之事、有將才。1606年，任刑曹佐郎。翌年，充泰安郡守，又調鏡城判官。同年建州女真兵騷擾朝鮮邊境，李适率兵防禦。
1610年，任永興府使。1616年，調任濟州牧使。但李适不知當地事務而胡作非為，因此在1622年調回北方邊境，任咸鏡道兵馬節度使（即北兵使），未及行，發生仁祖反正的事件。李适亦參與了此次事件。李适被參與政變的李貴推戴為大將，但與政變的主謀者金瑬不和，李貴多次在旁勸解。
1623年朝鮮仁祖即位後，李适受到了仁祖的倚重，錄為二等靖社功臣。最早，仁祖沒有他前往北方邊境，而是任命他為都城的左捕盜大將。但此時李貴、金鎏等人為首的西人黨開始排擠李适。大將李貴彈劾李适縱容屬下多次以稽察盜賊為名，闖入大臣的住宅，執辱大臣毀家奪財。而此時北方邊境傳來後金即將入侵的消息，仁祖便派副元帥李适前去北方邊境防禦。西人黨便製造事件，誣陷李适、鄭仁榮、柳慶宗等謀反。在左贊成李貴的讒言下，仁祖將李适的兒子李栴逮捕。正月廿四，得知此事後，李适便殺禁府都事高德祥和沈大臨、宣傳官金芝秀、中使金天霖等人，舉兵叛亂。西路守令鄭忠信、南以興、丁好恕、安夢尹等率兵竭力防禦。而李适的部將柳舜懋、李胤緒、李愼、李𤣯畏懼被追究，逃離了李适叛軍，向都元帥張晚投降。張晚任用了他們，因此人心悅服。
李适率兵數千人向江東路進軍，都元帥張晚遣鄭忠信擊敗之。又以義州三千兵、巡察使所領數千兵圍剿。雖然在東路勝利，但西路軍兵皆無法抵擋李适的攻勢，二月初八，仁祖向明軍都督毛文龍部求援。毛文龍遣游擊王輔點兵於蛇浦，支援仁祖。
二月十一，李适攻入漢陽，擁立興安君李瑅為王。但不久便被張晚率兵包圍，突圍逃到昭川，戰敗與韓明璉同時被殺。其妻子皆被處死。